# Zwirnerei Ackermann
Die Zwirnerei Ackermann im Heilbronner Stadtteil Sontheim war eine mechanische Zwirnerei. Das Unternehmen wurde von Friedrich Ackermann 1868 gegründet und nach anfänglichen wirtschaftlichen Schwierigkeiten 1882 in eine Aktiengesellschaft überführt. Bis zum Ende des 19. Jahrhunderts entwickelte sich die Zwirnerei zu einem der bedeutendsten Unternehmen jener Art in Deutschland und konnte diese führende Position bis nach dem Zweiten Weltkrieg halten. 1957 fusionierte die Zwirnerei Ackermann mit der Nähfadenfabrik Göggingen zur Ackermann-Göggingen AG, dem damals größten europäischen Nähmittelhersteller. Ab 1980 wurde die Produktion nach Augsburg verlegt und daraufhin ein Großteil der Produktionsanlagen in Sontheim abgerissen. Heute erinnern nur noch einige wenige Bauten an die ehemalige Zwirnerei.

## Geschichte

### Unternehmensgründung in Sontheim

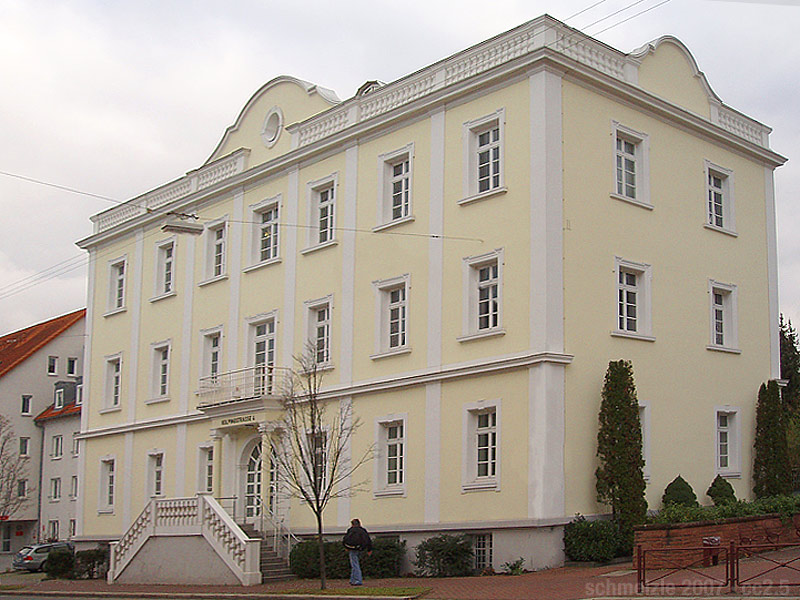
Ackermann-Verwaltungsgebäude (ehem. Deutschordenshaus, erbaut 1688) in Heilbronn-Sontheim

Im Jahr 1842 eröffnete Friedrich Ackermann (1818–1869) ein Garn-, Mercerie- und Kurzwarengeschäft in Heilbronn in der Lohtorstraße 31. Ab 1868 begann Ackermann mit den Vorbereitungen der Produktion eigener Spinn- und Zwirnwaren, wofür er von dem Heilbronner Fabrikanten Bruckmann das barocke Deutschordens-Sommerhaus in Sontheim erwarb und dort die Mechanische Zwirnerei Ackermann & Cie gründete. Die aus England stammenden Spinn- und Zwirnmaschinen der Fabrik hatte Ackermann auf der Weltausstellung in Paris erworben, die ersten Arbeiter wurden von englischen Ingenieuren angelernt. Die Fabrik wurde am 20. Juli 1869 eröffnet. Als Unternehmenslogo wurde unter anderem ein Schlüssel, später ein gekreuzter Doppelschlüssel gewählt, in Anlehnung an das am Verwaltungsgebäude befindliche Sandsteinwappen des Deutschordens-Komturen Georg Adolph Speth Freiherr von und zu Schülzburg.
Nach dem Tod des Gründers wurden der Heilbronner Handelsbetrieb und die Sontheimer Produktion in der zweiten Generation geschäftlich getrennt. Die Sontheimer Zwirnerei firmierte unter der Leitung von Karl Ackermann als Mechanische Zwirnerei C. Ackermann & Cie, Sontheim bei Heilbronn. Um das Sommerhaus wurde eine Vielzahl von Fabrikgebäuden errichtet, in denen Strick- und Nähgarne produziert wurden. Gegenüber dem Verwaltungsgebäude befand sich die Ackermann-Direktorenvilla.

### Aktiengesellschaft ab 1882

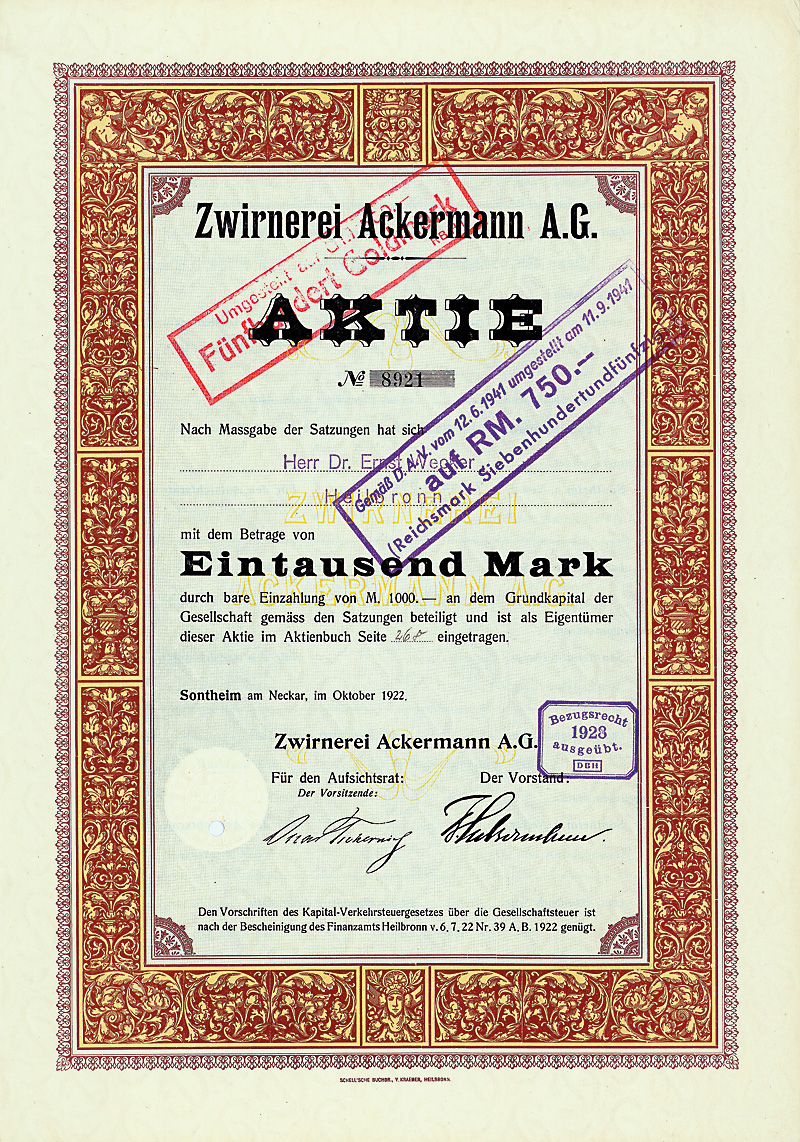
Namensaktie über 1000 Mark der Zwirnerei Ackermann AG vom Oktober 1922

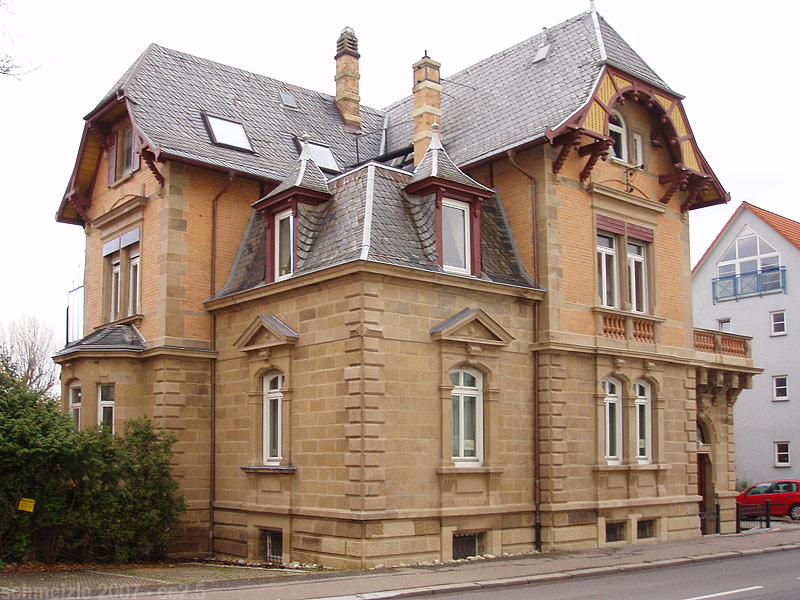
Die frühere Ackermann-Direktorenvilla, erbaut 1866

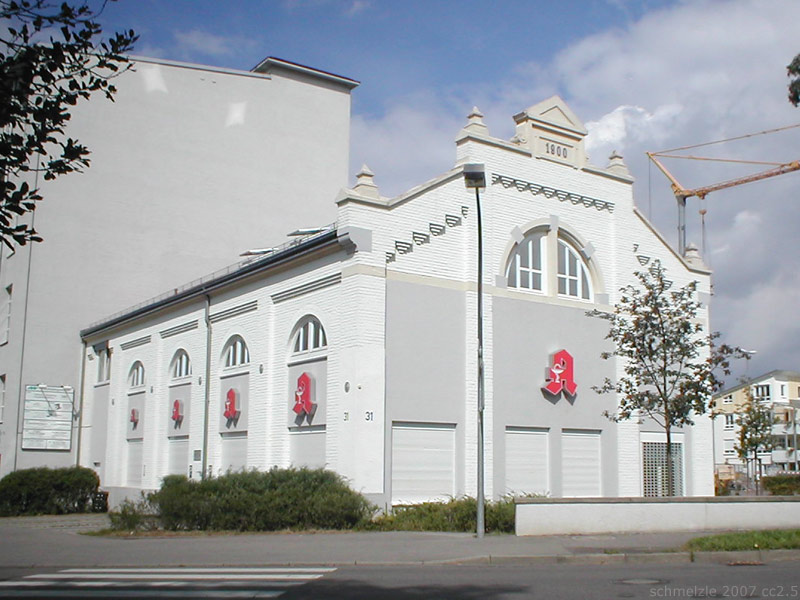
Die letzte erhaltene Produktionshalle ist heute eine Apotheke

Die Zwirnerei in Sontheim geriet etwa ab 1878 in wirtschaftliche Schwierigkeiten und musste 1882 ein Konkursverfahren eröffnen. Vor allem auf Veranlassung des Bönnigheimer Unternehmers Max Amann fanden sich jedoch rasch Geldgeber, die ein Stammkapital von 1 Million Mark zusammenbrachten, um das Unternehmen noch im Jahr 1882 als Aktiengesellschaft Mechanische Zwirnerei Heilbronn, später Zwirnerei Ackermann AG, neu zu gründen. Der erste Aufsichtsratsvorsitzende war Gustav Hauck. Die bisherigen Produktionsanlagen wurden um 75 Prozent vergrößert, neben Nähgarnen wurden auch Häkelgarne und Stopfgarne hergestellt. Binnen weniger Jahre wuchs das Unternehmen zu einem der bedeutendsten Garnhersteller Deutschlands an. Im Jahre 1897 wurden 650 Angestellte gezählt, im Jahr 1907 waren es 760. Der damalige Absatz betrug 3 Millionen Pfund Garn. Im Jahr 1905 hatte die AG ein Kapital von 1,5 Millionen Mark. Der Handelsbetrieb in der Heilbronner Bahnhofstraße 5–7 vertrieb neben Nähgarnen aus Sontheimer Produktion auch Wollgarne.
Der Erste Weltkrieg wirkte sich hinsichtlich der Rohstoffquellen und des Absatzes äußerst negativ auf die Zwirnerei wie die gesamte Branche aus. 1920 schloss sich Ackermann mit 13 anderen Unternehmen zum Verband deutscher Baumwoll-Nähfaden-Fabriken (Nähgarnverband) GmbH zusammen, der eine gemeinsame Vertriebsgesellschaft in München hatte und im Verlauf der Inflation nach dem Ersten Weltkrieg, als die Einfuhr der zur Garnproduktion benötigten Holzspulen aus Schweden und Finnland unmöglich wurde, 1921 in Königsberg die Holzwarenfabrik Königsberg GmbH gründete, die jährlich 85 Millionen Fadenspulen lieferte. Die Hochinflation und die Weltwirtschaftskrise hat das Übernehmen gut überdauert. In der Mitte der 1930er Jahre wurden über 1000 Beschäftigte gezählt.
Die Zwirnerei erlangte in Sontheim nicht nur als Arbeitgeber, sondern auch aufgrund ihres sozialen Engagements Bedeutung. 1893 war bereits eine Betriebskrankenkasse gegründet worden. Um 1898 trug die Zwirnerei durch reiche Spenden zum Bau der evangelischen Matthäuskirche bei. 1902 baute die Zwirnerei einen Neckarsteg in Sontheim. 1907 stiftete die Zwirnerei insgesamt 35.000 Reichsmark für den Bau des evangelischen Pfarrhauses und einer Kinderkrippe, die nach ihrer Einweihung 1908 Ackermannstift genannt wurde und der evangelischen Kirchengemeinde für verschiedene caritative Zwecke diente. Die katholische Kirchengemeinde erhielt Zuwendungen zur Anschaffung einer neuen Orgel. Der Enkel des Gründers, Friedrich Ackermann (1856–1928), wurde Ehrenbürger von Sontheim. 1933 finanzierte die Zwirnerei den Umbau der alten Friedhofskapelle im benachbarten alten Friedhof zum Sontheimer Kriegerdenkmal für die Gefallenen des Ersten Weltkriegs, in dem ein Großteil der Beschäftigten eingezogen worden war.
Auch im Zweiten Weltkrieg wurden viele Beschäftigte zur Wehrmacht eingezogen, die eingezogenen Mitarbeiter wurden durch kriegsdienstverpflichtete Frauen ersetzt, die Produktion wurde bis zur Beschädigung der Fabrikanlagen durch Kampfhandlungen im Frühjahr 1945 fortgeführt. Bei einem Luftangriff am 10. September 1944 waren die Geschäftsräume des Handelshauses in der Bahnhofstraße völlig zerstört worden. Der Handelsbetrieb wurde daraufhin nach Affaltrach verlegt, wohin auch die Familie Ackermann ausgewichen war. Weitere Zerstörungen und Tote unter den Beschäftigten gab es beim Luftangriff auf Heilbronn am 4. Dezember 1944. Nachdem die Amerikaner am 14. April 1945 Affaltrach besetzt hatten, wurde die dortigen Ackermann-Unternehmensräume von ihnen belegt, sämtliche Lager, darunter auch die zweckentfremdete Synagoge Affaltrach, wurden geplündert. Das Handelshaus konnte erst im Jahr 1949 wieder seinen Geschäftsbetrieb in Heilbronn aufnehmen, während die Produktion in Sontheim mit 250 Arbeitern bereits im Juli 1945 fortgeführt wurde.
Der Produktionsbetrieb in Sontheim veränderte nach dem Zweiten Weltkrieg allmählich seine Produktpalette, wobei 1946 die Produktion von Leinenzwirnen begonnen und 1952 die Häkelgarnproduktion eingestellt wurde.

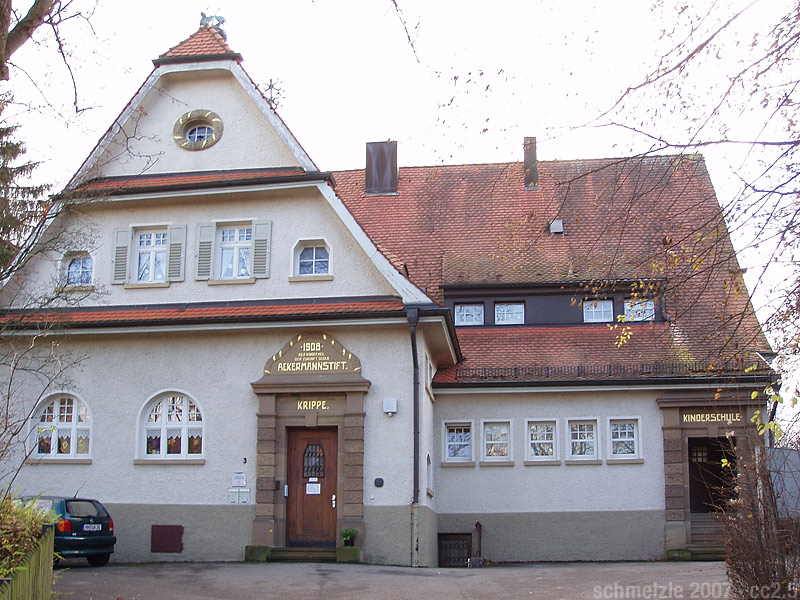
Ackermannstift, gestiftet von der Zwirnerei 1908
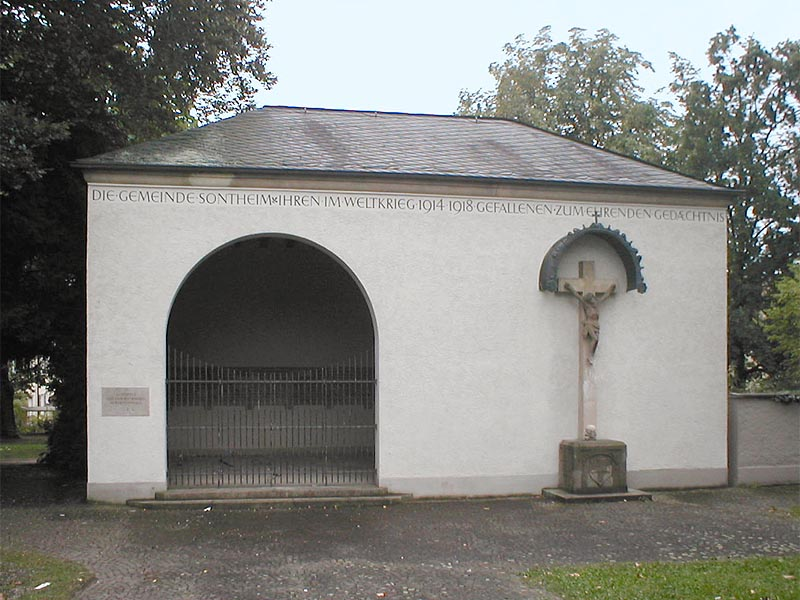
Kriegerdenkmal, gestiftet von der Zwirnerei 1933

### Fusion zur Ackermann-Göggingen AG

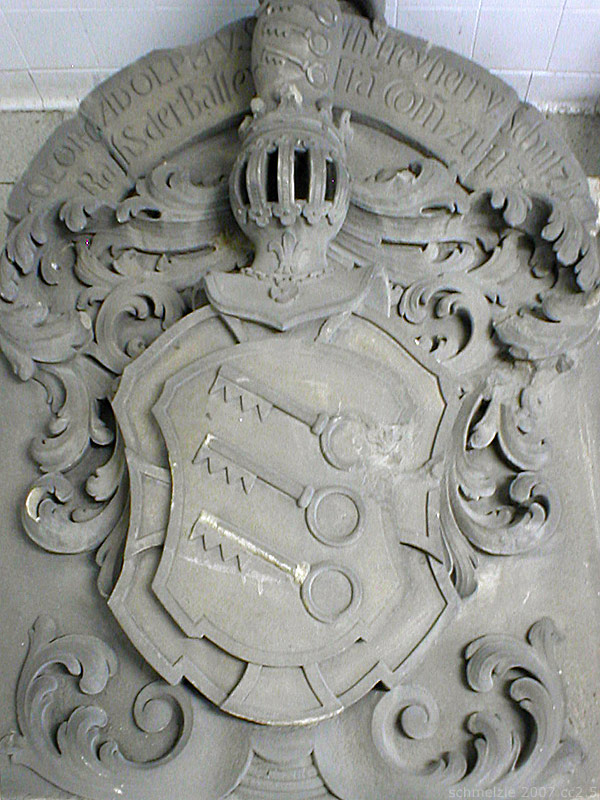
Wappenstein, der als Vorlage für das Firmenlogo diente

1957 erfolgte ein Zusammenschluss der Zwirnfabrik Ackermann mit der Nähfadenfabrik Göggingen zur Ackermann-Göggingen AG mit Sitz in Augsburg. Durch diesen Zusammenschluss der beiden größten damaligen deutschen Nähmittelhersteller wurde das neue Unternehmen zum größten Nähmittelhersteller in Europa. Das Sortiment des Unternehmens umfasste rund 18.000 Artikel.
Die Entwicklung von Nähautomaten, Vielnadelmaschinen und Wirknähmaschinen bewirkte ab 1960 die Umstellung von nativen zu synthetischen Fasern, die in Sontheim unter den Markennamen Syncord, Synton und Rasant produziert wurden. Der Vertrieb der Garne erfolgte über die Garnindustrie GmbH, Sitz München. Diese vertrieb die Erzeugnisse in mehr als 50 Länder, wobei der Exportanteil 20 % des Umsatzes betrug.
Die Fabrikation wurde in Sontheim bis 1982 betrieben, anschließend wurden die meisten Gebäude rasch abgerissen und die gewonnenen Flächen überbaut. Der 30 Meter hohe Rest des einst 82 Meter hohen Kamins wurde am 2. August 1984 abgerissen. Die Augsburger Fabrik wurde 1993 von dem Bönnigheimer Garnhersteller Amann & Söhne übernommen.

### Markennamen „Schlüsselgarn“
Ein lange von der Zwirnerei Ackermann verwendeter Markennamen war der Begriff Schlüsselgarn. Dieser geht auf das am Verwaltungsgebäude in Sontheim befindliche Sandsteinwappen des Deutschordens-Komturs Georg Adolph Speth Freiherr von und zu Schülzburg zurück, der das Gebäude im 17. Jahrhundert errichten ließ. Die drei vermeintlich auf dessen Wappen zu sehenden Schlüssel sind von ihrer Bedeutung her eigentlich Wolfsfallen, wurden jedoch als Schlüssel fehlinterpretiert. Ein einzelner Schlüssel sowie ein im Profil gezeichneter Frauenkopf wurden bereits in den 1870er Jahren als eingetragene Fabrikmarken des Unternehmens in Anzeigen verwendet, ebenso geht der Begriff Schlüsselgarn auf jene Zeit zurück. Auf der Preisliste No. 32 vom 3. Juli 1895 wurde erstmals ein gekreuzter Doppelschlüssel als Fabrikmarke abgebildet.
An diesen Markennamen erinnert in Heilbronn-Sontheim seit 1998 der Schlüsselgarnweg.